# Sannakaisa Virtanen
Sannakaisa Virtanen (* 1960 in Helsinki) ist eine finnische Metallurgin und seit 2003 Professorin am Lehrstuhl für Werkstoffwissenschaften (Korrosion und Oberflächentechnik) der FAU Erlangen-Nürnberg.

## Leben und Wirken
Sannakaisa Virtanen beendete 1984 ihr Studium des Bergbaus und der Metallurgie an der Technischen Universität Helsinki mit dem Master of Science. Danach arbeitete sie als Forschungsassistentin bei der Schweizer Sulzer AG in Winterthur. Sie promovierte 1989 an der ETH Zürich und war dort von 1989 bis 1991 als wissenschaftliche Mitarbeiterin und von 1991 bis 1997 als Senior Scientist beschäftigt.
In den Jahren 1994 und 1995 verbrachte sie einen Forschungsaufenthalt am Brookhaven National Laboratory in den USA. Von März bis August 1996 war sie Gastwissenschaftlerin am Department of Materials Science & Engineering der McMaster University in Kanada. Von 1997 bis 2003 war sie Assistenzprofessorin für Metallic High-Performance Materials am Department of Materials der ETH-Zürich.
Seit 2003 ist sie Professorin für Korrosion und Oberflächentechnik an der Universität Erlangen-Nürnberg und leitet die Forschungsgruppe zur Korrosion. 2006 verbrachte sie einen Forschungsaufenthalt am Biomedicum in Helsinki und 2008 war sie Gastprofessorin am Institute of Advanced Energy der Universität Kyōto.
Ihre Forschungsschwerpunkte und Interessen sind Grenzflächenforschung und Elektrochemie, Korrosion, metallische Materialien, biomedizinische Implantatmaterialien, Leichtmetalle und Legierungen sowie amorphe Legierungen.

## Ausgewählte weitere Aktivitäten und Ehrungen
2008 erhielt sie den H.H. Uhlig Award der National Association of Corrosion Engineers (NACE). Seit 2010 gehört sie der Redaktionsleitung von Corrosion Science (Elsevier) an und seit 2014 auch der von Corrosion Reviews. Seit 2018 ist sie Fellow der Electrochemical Society (ECS), seit 2020 auch Fellow der National Association of Corrosion Engineers (NACE).
Im März 2024 wurde sie mit dem Willis Whitney Technical Achievement Award der Association for Materials Protection & Performance (AMPP) ausgezeichnet.
Als Frauenbeauftragte der FAU (2011–2017) unterstützte sie die Kampagne des Zonta Clubs „Zonta says NO – eine internationale Kampagne von Zonta gegen Gewalt an Frauen und Kindern“.

## Veröffentlichungen (Auswahl)
- H. Hornberger, S. Virtanen, A. Boccaccini: Biomedical coatings on Mg alloys – a review. In: Acta Biomaterialia. Band 8, 2012, S. 2442–2455, doi:10.1016/j.actbio.2012.04.012 (englisch).
- K. Yliniemi, B. Wilson, F. Singer, S. Höhn, E. Kontturi, S. Virtanen: Dissolution Control of Mg by Cellulose Acetate-Polyelectrolyte Membranes. In: ACS Applied Materials & Interfaces. Band 6, 2014, S. 22393–22399, doi:10.1021/am5063597 (englisch).
- V. Wagener, A. Schilling, A. Mainka, D. Hennig, R. Gerum, M.-L. Kelch, S. Keim, B. Fabry, S. Virtanen: Cell adhesion on surface-functionalized magnesium. In: ACS Applied Materials & Interfaces. Band 8, 2016, S. 11998–12006, doi:10.1021/acsami.6b01747 (englisch).
- S. Höhn, A. Braem, B. Neirinck, S. Virtanen: Albumin coatings by alternating current electrophoretic deposition for improving corrosion resistance and bioactivity of Ti implants. In: Materials Science and Engineering: C. Band 73, 2017, S. 798–807, doi:10.1016/j.msec.2016.12.129 (englisch).
- M. Strebl, S. Virtanen: Real-Time Monitoring of Atmospheric Magnesium Alloy Corrosion. In: Journal of the Electrochemical Society. Band 166, 2019, S. C3001–C3009, doi:10.1149/2.0011911jes (englisch).
- M. Weiser, R. Chater, B. Shollock, S. Virtanen: Transport mechanisms during the high-temperature oxidation of ternary γ/γ′ Co-base model alloys. In: npj – Degradation of Materials. Band 3, 2019, 33, doi:10.1038/s41529-019-0096-z (englisch).
- M. Strebl, M. Bruns, S. Virtanen: Respirometric In-Situ Methods for Real-Time Monitoring of Corrosion Rates: Part I. Atmospheric Corrosion. In: Journal of the Electrochemical Society. Band 167, 2020, 021510, doi:10.1149/1945-7111/ab6c61 (englisch).
- Birk Fritsch, Tobias S. Zech, Mark P. Bruns, Andreas Körner, Saba Khadivianazar, Mingjian Wu, Neda Zargar Talebi, Sannakaisa Virtanen, Tobias Unruh, Michael P. M. Jank, Erdmann Spiecker, Andreas Hutzler: Radiolysis‐Driven Evolution of Gold Nanostructures – Model Verification by Scale Bridging In Situ Liquid‐Phase Transmission Electron Microscopy and X‐Ray Diffraction. In: Advanced science. Band 9, 2022, 2202803, doi:10.1002/advs.202202803 (englisch).